# Henrietta Ónodiová
Henriette „Henni“ Ónodiová (* 22. května 1974 Békéscsaba) je bývalá maďarská sportovní gymnastka.
Na mistrovství Evropy ve sportovní gymnastice vyhrála v roce 1989 na bradlech a byla třetí v prostných, v roce 1990 získala bronzové medaile ve víceboji a prostných. V roce 1990 vyhrála Světový pohár ve sportovní gymnastice v přeskoku. Na mistrovství světa ve sportovní gymnastice skončila v roce 1991 druhá v přeskoku a v roce 1992 se stala mistryní světa v přeskoku a byla druhá v prostných. Na Letních olympijských hrách 1992 zvítězila v přeskoku, byla druhá v prostných, šestá skončila ve víceboji družstev a osmá ve víceboji jednotlivkyň. Startovala také na Letních olympijských hrách 1996, kde nepostoupila do finále na žádném nářadí a s družstvem obsadila deváté místo.
Od roku 1997 žije v USA, jejím manželem je bývalý moderní pětibojař James Haley. V roce 2010 byla uvedena do International Gymnastics Hall of Fame.